# Valentin Tabellion
Valentin Tabellion (Boulogne-Billancourt, 23 de marzo de 1999) es un deportista francés que compite en ciclismo en las modalidades de pista y ruta.
Ganó una medalla de plata en el Campeonato Mundial de Ciclismo en Pista de 2021 y una medalla de oro en el Campeonato Europeo de Ciclismo en Pista de 2022, ambas en la prueba de persecución por equipos.

## Medallero internacional
| Campeonato Mundial | Campeonato Mundial | Campeonato Mundial | Campeonato Mundial      |
| Año                | Lugar              | Medalla            | Competición             |
| ------------------ | ------------------ | ------------------ | ----------------------- |
| 2021               | Roubaix (Francia)  | Medalla de plata   | Persecución por equipos |
| Campeonato Europeo |                    |                    |                         |
| Año                | Lugar              | Medalla            | Competición             |
| 2022               | Múnich (Alemania)  | Medalla de oro     | Persecución por equipos |

## Palmarés
2022
- 1 etapa del Tour de Eure y Loir

2024
- 1 etapa del Tour de Eure y Loir